# Gabriela Koschatzky-Elias
Gabriela Koschatzky-Elias (* 3. Oktober 1958 in Wien) ist eine österreichische Autorin, Museumskuratorin und Kulturpublizistin.

## Leben
Gabriela Koschatzky-Elias studierte Theater- und Filmwissenschaften, Byzantinistik, Neogräzistik und Rechtswissenschaften an der Universität Wien. Sie promovierte im Jahr 1987. Sie ist als Übersetzerin und Kulturpublizistin tätig. Darüber hinaus ist sie Kuratorin des Egon-Schiele-Museums Tulln und Mitglied des Vorstandes der Stiftung Erwin Ringel Institut.
Beim Walter-Koschatzky-Kunstpreis, einem bedeutenden Nachwuchskunstpreis Österreichs, ist sie Jurymitglied.
Sie war mit dem Kunsthistoriker Walter Koschatzky (1921–2003) verheiratet.

## Publikationen
- Melina Mercouri. – Biographie eines Weltstars, Edition S, Wien 1995, ISBN 3-7046-0691-X.
- mit Walter Koschatzky: Rudolf von Alt. Mit einer Sammlung von Werken der Malerfamilie Alt der Raiffeisen Zentralbank Österreich AG. Zusammengestellt und kommentiert von Walter Koschatzky und Gabriela Koschatzky-Elias. Böhlau, Wien u. a. 2001, ISBN 3-205-99397-7.
- Fritz Maierhofer – jewellery and more! (2006)
- Anna Rogler-Kammerer – Rosen (2007)
- 100 Jahre Alfred Proksch. Das graphische Werk (2008)